# 盐节木
盐节木（学名：Halocnemum strobilaceum）为苋科盐节木属的植物，是该属的唯一种。分布在俄罗斯、伊朗、非洲、阿富汗、蒙古以及中国大陆的甘肃、新疆等地，生长于海拔420米至1,715米的地区，多生在盐湖边或盐土湿地，目前尚未由人工引种栽培。